# Усадьба С. П. Татищева
Усадьба С. П. Татищева — парково-усадебный ансамбль первой четверти XIX века, расположенный в поселке Старая Вичуга Ивановской области.

## История строительства и владельцев
В конце XVIII века село Вичуга перешло сначала в совместное владение братьев Сергея и Дмитрия Татищевых, а затем в единоличное младшего, Сергея Павловича, во время управления которого и была создана усадьба. Точная дата постройки неизвестна, но имеется дата ante quem — 1824 год: именно тогда была опубликована статья, в которой упоминается «помещичий каменный, замком недавно построенный, дом». Иногда дом датируют 1801 годом, так как это время строительства Николаевской церкви (разрушена в 1955 году) архитектора Гауденцио Маричелли, находившейся на противоположной стороне площади от фасада главного дома, и по такому же принципу приписывают авторство дома швейцарцу.

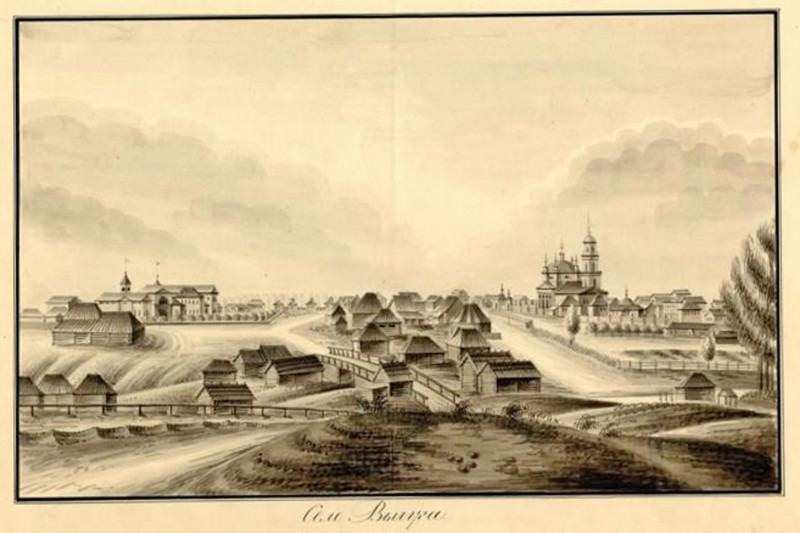
Село Вичуга в 1855 году. Рис. А. Кореонова

Впервые изображение усадьбы встречается на рисунке А. Кореонова. На заднем плане в левой части рисунка изображён дом С. П. Татищева, а в правой Николаевская церковь.
После смерти С. П. Татищева в 1844 году усадьба перешла во владение его сына Павла, но, так как опекунство над ним имела дочь С. П. Татищева, в замужестве Мария Эйхлер, фактически усадьба была под её управлением. У старшего брата Д. П. Татищева не осталось прямых наследников, и его наследство также перешло к Марии Эйхлер: владения в селе Татищев погост, доходный дом на Кузнецком мосту и два дома в Петербурге, один из которых арендовал Английский клуб.
Эйхлеры быстро разорились: дома были либо проданы, либо сдавались в аренду, а вскоре после того, как усадьба в Вичуге была заложена в опекунском совете, она была продана в 1870-х годах с торгов купцу И. А. Миндовскому. Тот распорядился приобретенной усадьбой как Лопахин (герой пьесы «Вишнёвый сад»): разделил на участки и сдал в аренду, а в 1910-е главный дом подвергся перестройке. После его смерти в 1912 году дом снова, как в 1850—1860 годы начал запустевать, и после реквизиции в 1917 году был еще раз перестроен под «Дом Свободы», главным образом внутри. Несмотря на то, что в 1974 году дом был выявлен как объект федерального значения, в 1980-е годы он подвергся ещё одной значительной перестройке.
С 1918 года и по настоящее время в нем располагается дом культуры.

## Архитектура

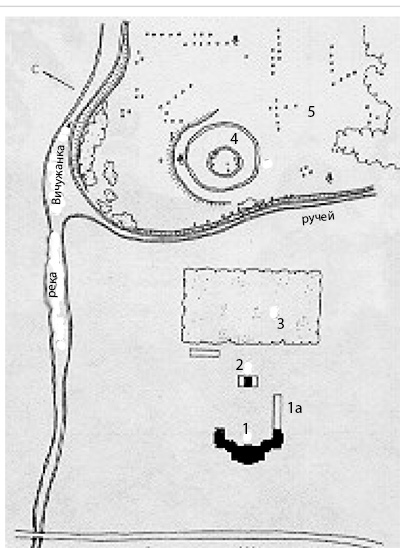
План усадьбы С. П. Татищева

В архитектурно-парковый ансамбль усадьбы входят (см. план усадьбы):
1. Главный дом (1)
2. Здание спортивного зала, пристроенное к правому флигелю (1а).
3. Служебный корпус (2)
4. Партерный сад (в настоящее время Стадион им. Тимофеева) (3)
5. Круглый пруд (4)
6. Пейзажный парк (5)

### Главный дом и служебный корпус
Изначально дом был построен в классическом стиле. Со стороны главного фасада располагался четырехколонный портик тосканского ордера с широким ризалитом, а единственными элементами декора были рустованные пилястры на углах и дентикульный карниз. Два флигеля, отстоящие на расстоянии от центральной части, соединены с ней выгнутыми, первоначально одноэтажными, переходами, а прямоугольные башенки со шпилями над флигелями за счет вертикального акцента уравновешивали развитую по горизонтали пространственную композицию дома. Неизвестно, когда появились круглые и полуциркульные ниши, возможно, они были сделаны во время перестройки 1910-х годах, когда боковые крылья главного дома были надстроены вторым этажом и в местах примыкания переходов к центральному объему были сделаны диагональные портики-лоджии с изящно прорезанными окнами. Скорее всего, к этому же времени относится и симметричное оформление плоскости стены и главного, и дворового фасадов, структурно повторяющее решение диагональных портиков.

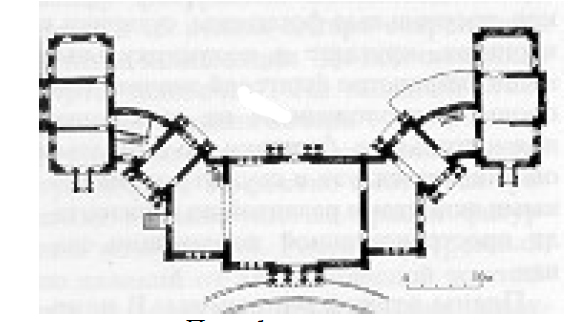
План 1-го этажа. Главный дом. Современное состояние

Интерьер не сохранился; в советское время внутренняя планировка полностью изменилась — для устройства зрительного зала (на плане в центре) были объединены комнаты и сбита часть лестниц. Примерно в то же время к правому флигелю было пристроено здание спортивного зала (на плане отсутствует) для рабочих фабрики им. Красина.
Напротив главного дома, со стороны дворового фасада, сохранился служебный корпус. По одной версии он «был основным барским домом до постройки обширного дворца», у Козловского упоминается: «каменный с колоннами корпус, служащий кладовыми для товаров». Служебный корпус, ориентированный параллельно объемам флигелей главного дома и оформленный в стилистическом единстве с ними: оба фасада служебного корпуса трактованы как портики с рустованными пилястрами.

### Партерный сад и парк с прудом
В пейзажном парке располагался деревянный летний дом, который как и «…обширные оранжереи, из коих одна заключает Американские растения, удивляющие своею огромностью» не сохранился.

## Авторство проекта
Кроме Маричелли, автором проекта главного дома называют архитектора П. И. Фурсова, с 1822 года служившего костромским губернским архитектором и с которым С. П. Татищев, как предводитель костромского дворянства, должен был быть знаком. В то же время, говоря о Татищеве, Козловский упоминает «собственного его весьма хорошего Архитектора».

## Галерея

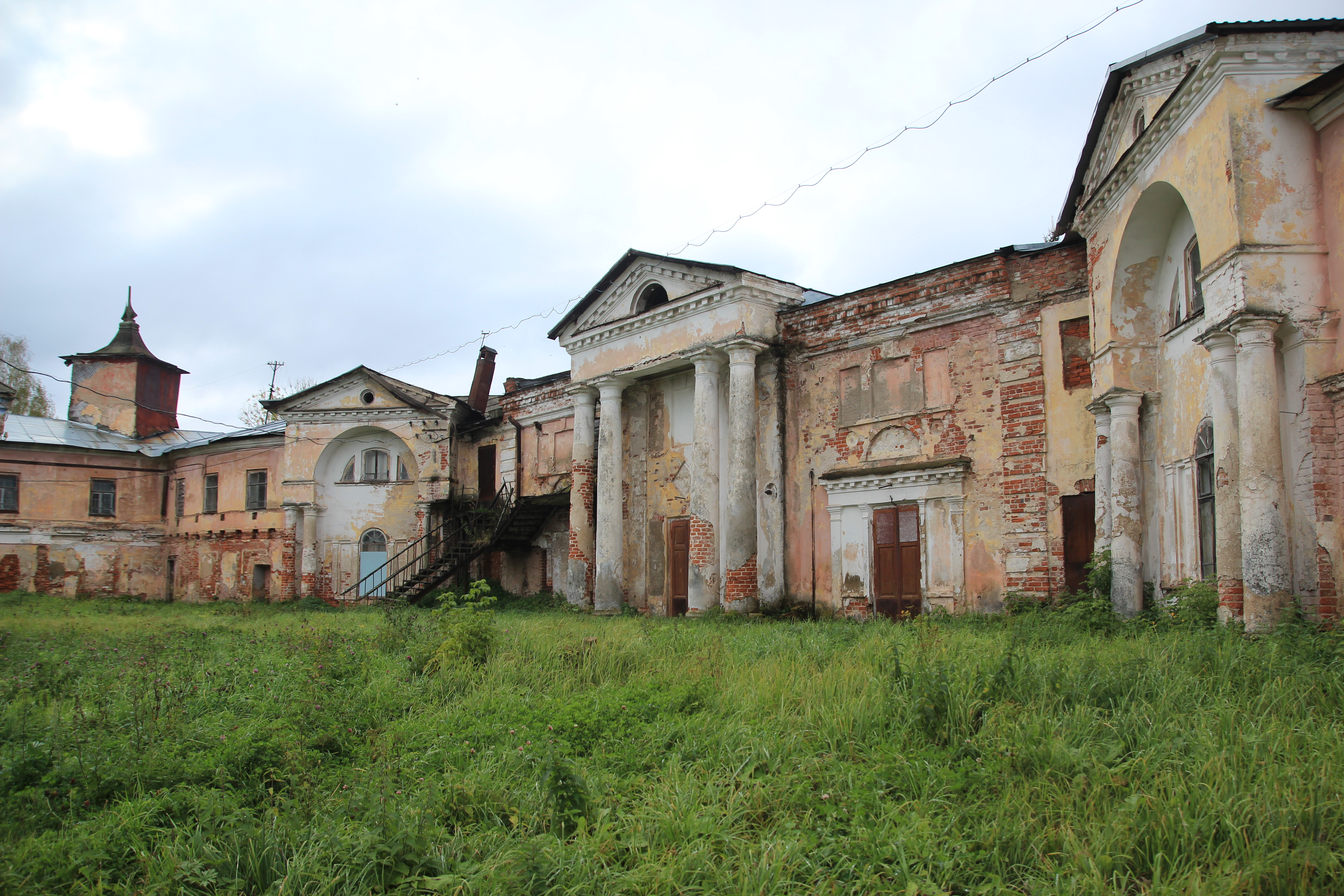
Внутреннее пространство усадьбы
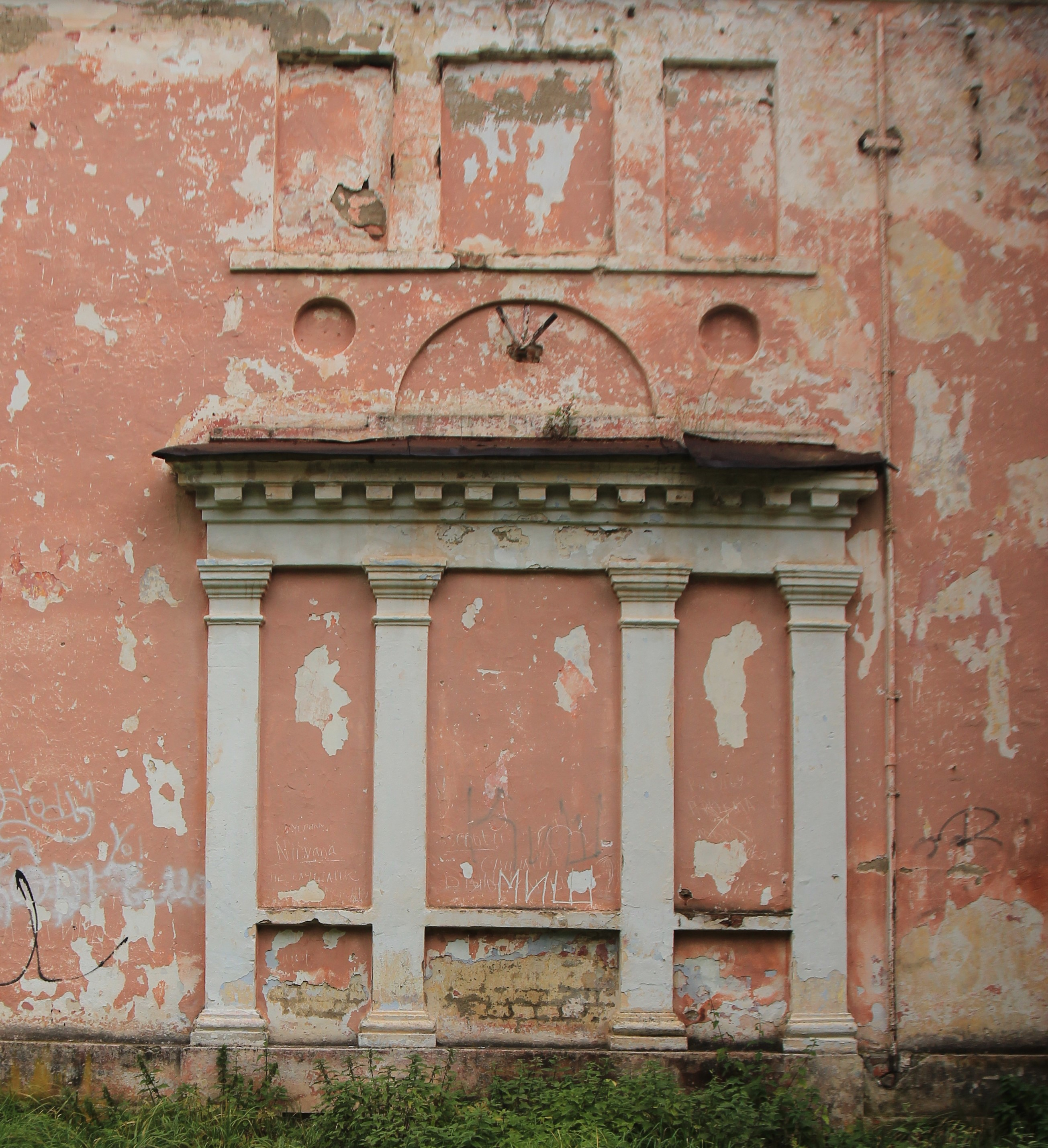
Элементы внешнего декора, повторяющие структуру портиков-лоджий
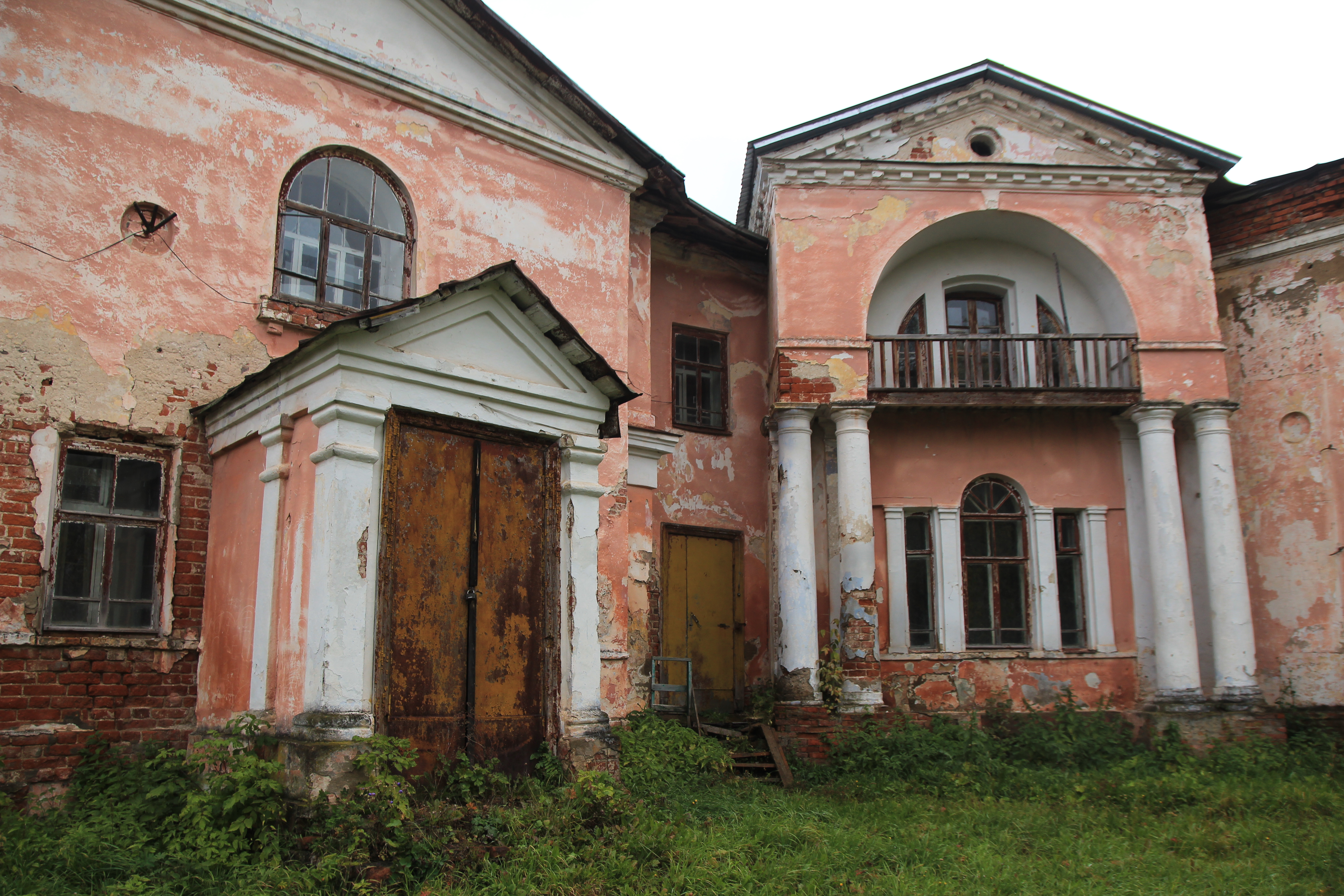
Портик-лоджия
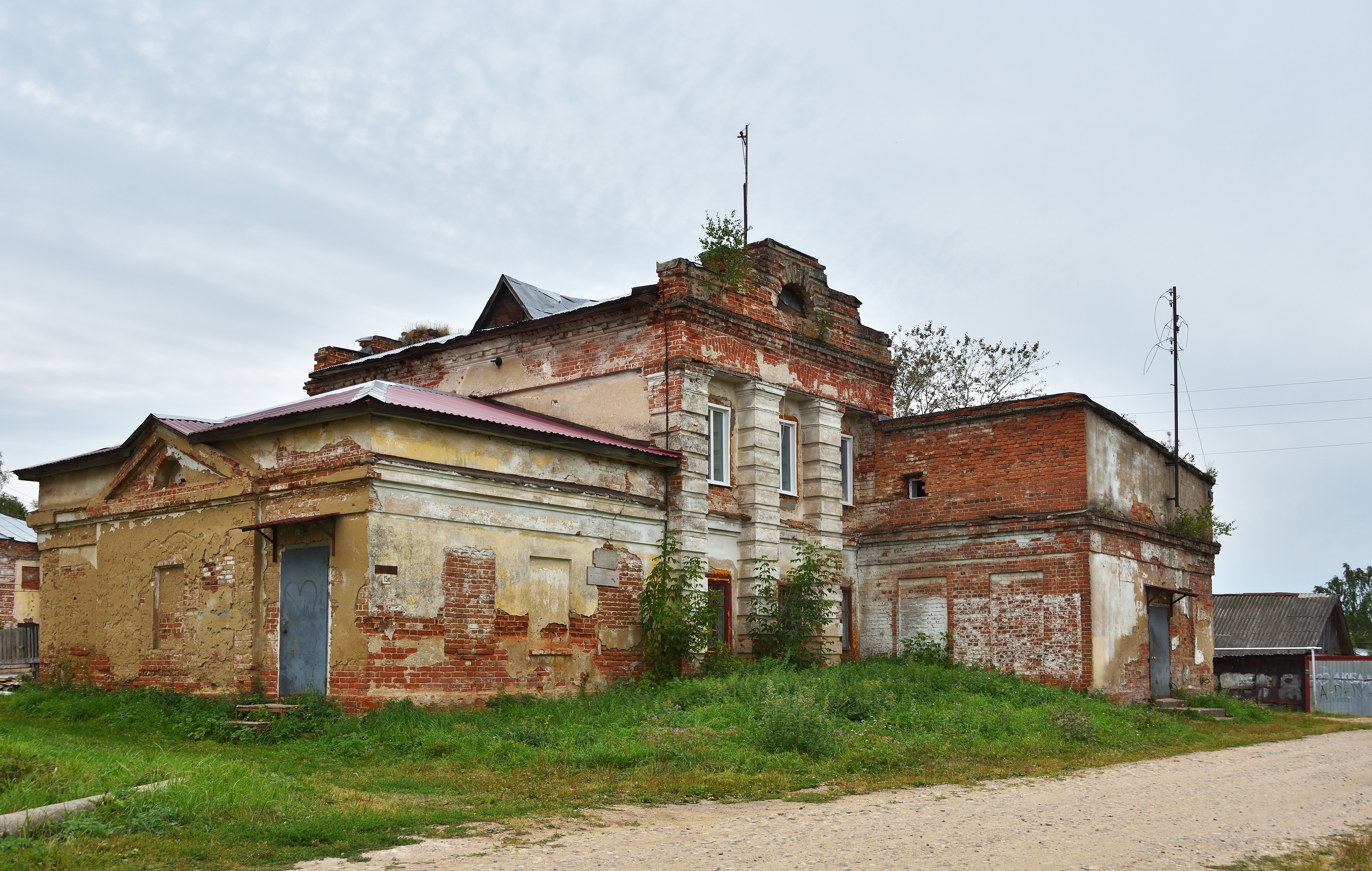
Служебный корпус